# Altes Theater (Heilbronn)

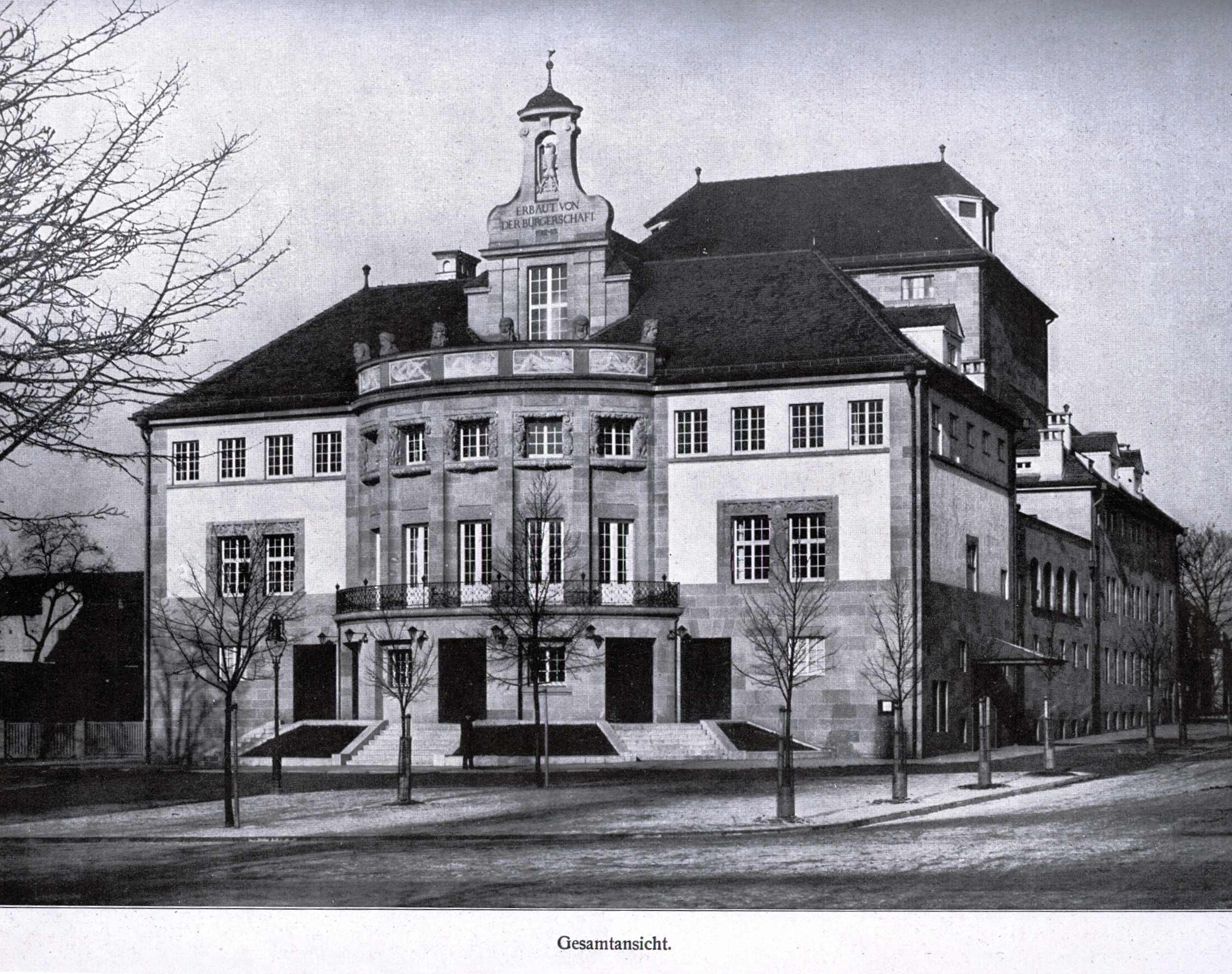
Altes Theater in Heilbronn kurz nach seiner Fertigstellung 1912

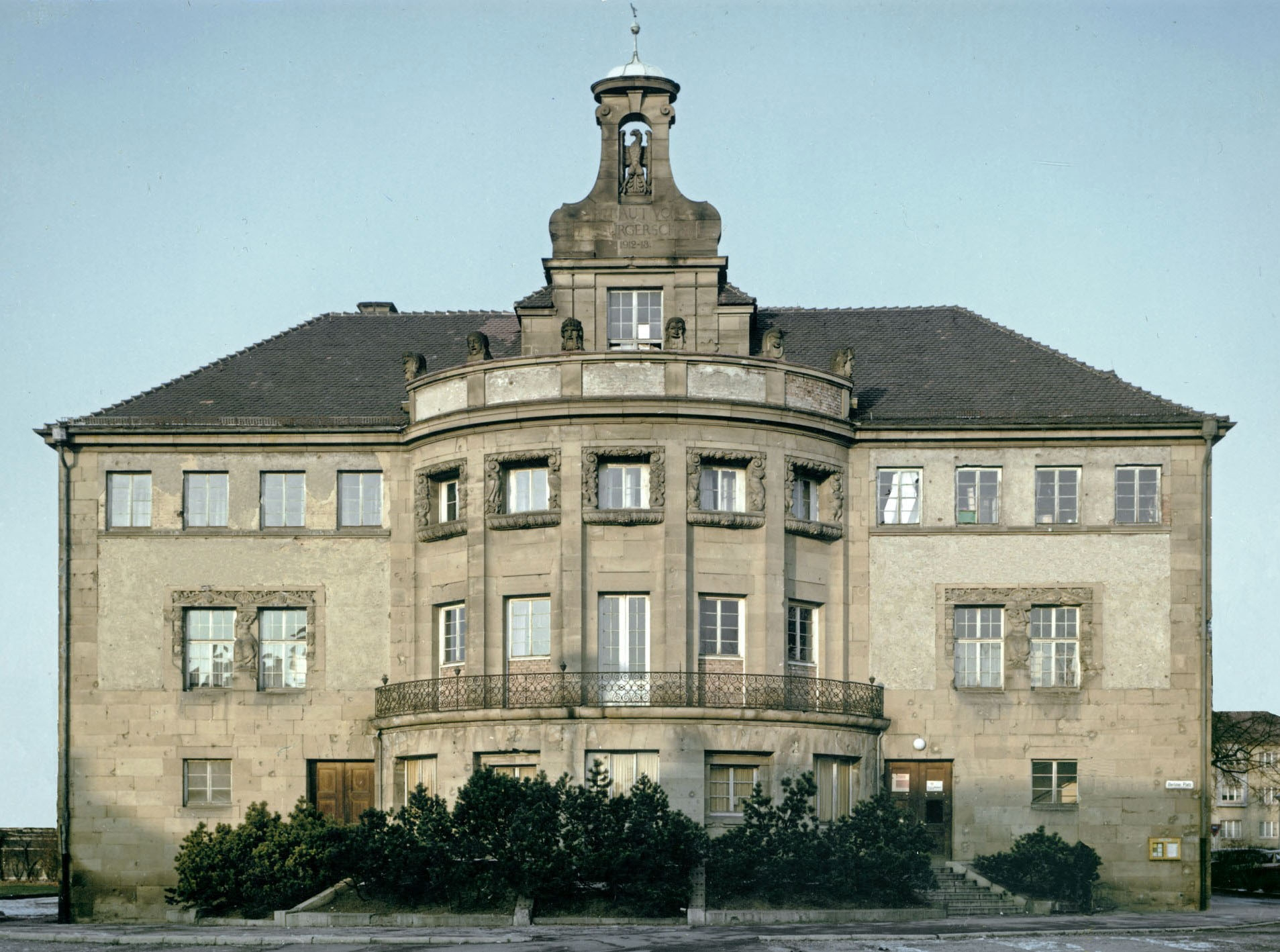
Zustand des Gebäudes nach dem Zweiten Weltkrieg

Das Alte Theater in Heilbronn (vereinzelt auch als Fischer-Theater bezeichnet) ist das Vorgängerbauwerk des nahegelegenen heutigen Stadttheaters Heilbronn. Das Gebäude wurde von 1911 bis 1913 errichtet und während des Zweiten Weltkriegs beschädigt. An ihm als einem der ersten Gebäude der Stadt fanden erste Wiederaufbauarbeiten ab 1947 unter dem Architekten Rudolf Gabel statt. Bildhauer Robert Grässle erneuerte zwei Maskenköpfe auf der Brüstung. Nach jahrelanger kontroverser Diskussion wurde der Theaterbau am 18. Juli 1970 gesprengt.
Das Theater galt als „bedeutendes architektonisches Werk“ von Theodor Fischer, der als Vorsitzender des 1907 gegründeten Deutschen Werkbunds die Reformarchitektur wesentlich voranbrachte. Daher nahm das Heilbronner Theatergebäude vor allem lokale Bautraditionen auf, so die Architektur der sogenannten „Heilbronner Renaissance“.
Das Theatergebäude wird als das „wohl wichtigste Gebäude“ der architektonischen Moderne vor dem Ersten Weltkrieg in Heilbronn beschrieben. Aufgrund seiner architektonischen Qualität wurde es als „qualitativ überregionaler Bau“ betrachtet.

## Lage und Umgebung
Das alte Stadttheater wurde als Blickfang am Nordende der Heilbronner Allee errichtet, einer boulevardartigen Promenade, an der mit der Synagoge am Südende und der alten Harmonie im Osten bereits zwei markante Bauwerke standen.

## Geschichte

### Baubeschluss und Einweihung (30. September 1913)

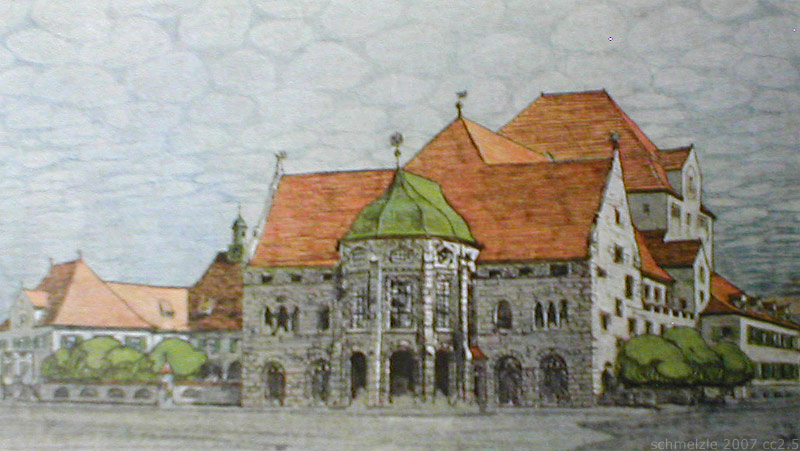
Vorentwurf für das Heilbronner Theater von 1902 (unter Oberbürgermeister Hegelmaier)

Grundsteinlegung für das Theater 1912

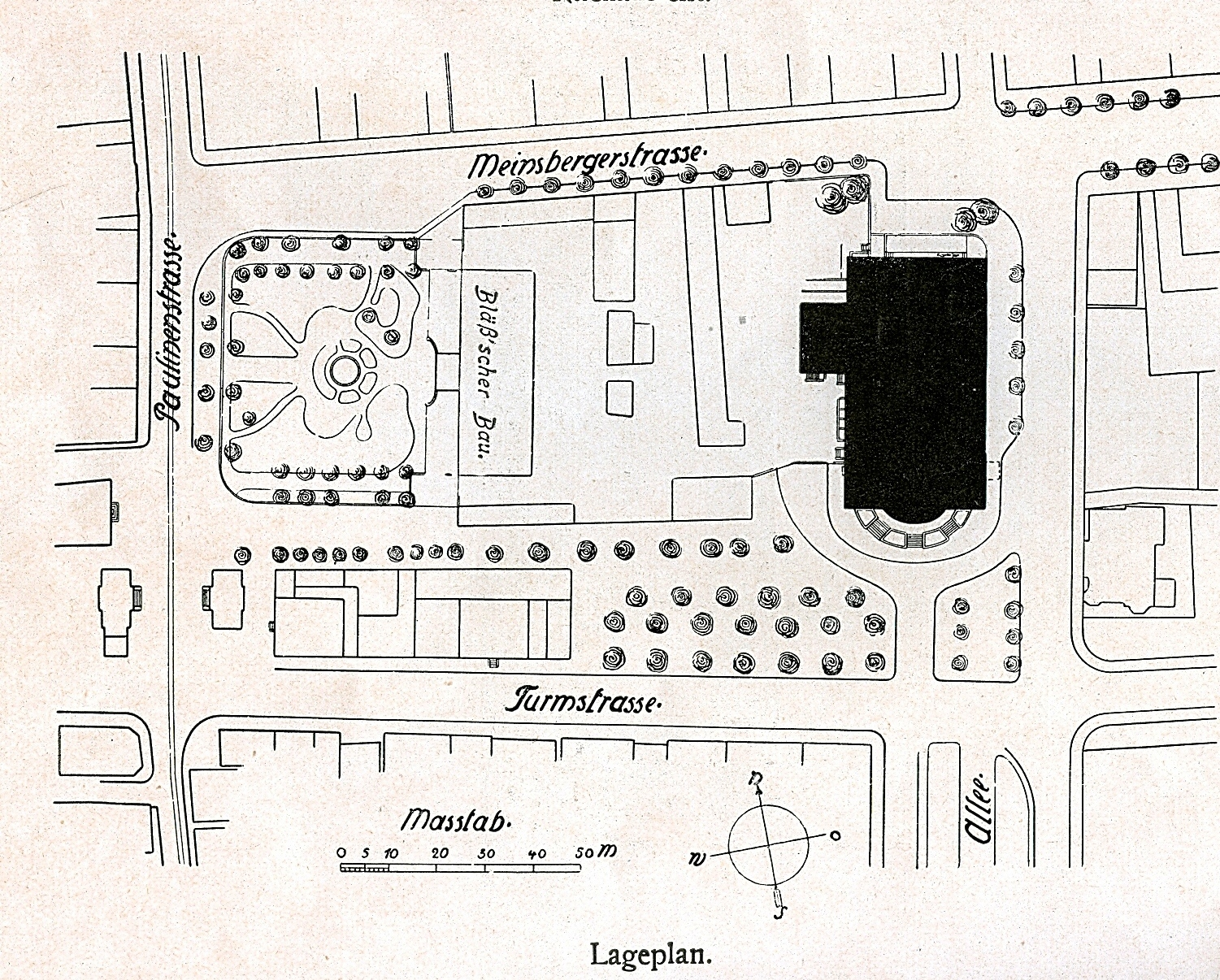
Lageplan um 1913

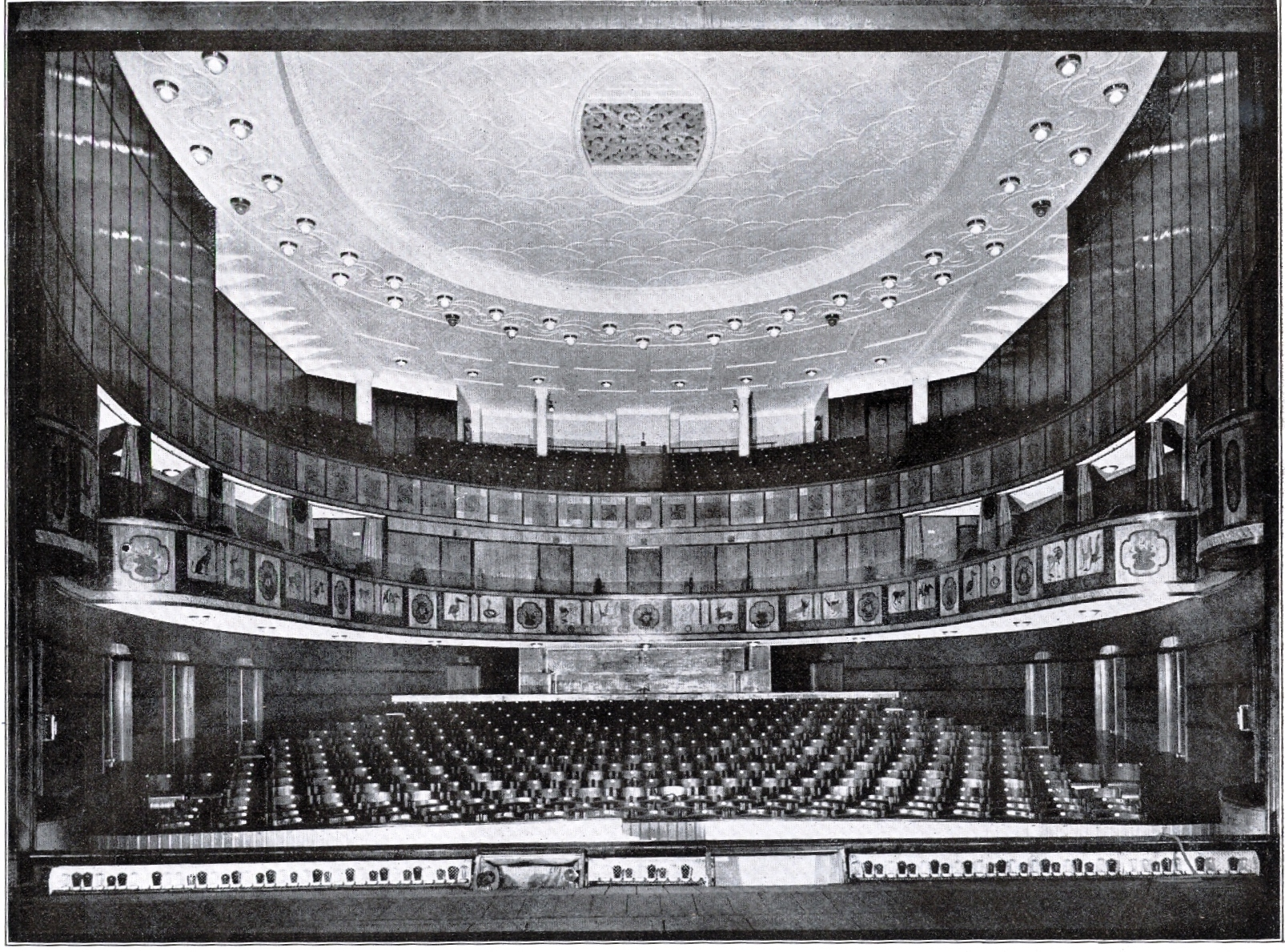
Zuschauerraum um 1913

Im Jahr 1902 lud der Heilbronner Oberbürgermeister Paul Hegelmaier die Architekten Theodor Fischer (Stuttgart), Fellner und Hellmer (Wien) und Carl Moritz (Köln) zu einem beschränkten Architektenwettbewerb für den Neubau eines Theaters an der Ecke Bismarckstraße / Herbststraße ein. Aufgrund fehlender finanzieller Mittel konnte das Bauvorhaben jedoch nicht ausgeführt werden. Andererseits war man 1903 der Meinung, dass das Aktientheater im Harmoniegarten an der Allee veraltet sei, man bezeichnete es als Rumpelkasten. Im November 1903 ließ Oberbürgermeister Hegelmaier das Aktientheater wegen Brandschutz-Mängeln schließen. Dieser als „Gewaltakt“ empfundene Hoheitsakt veranlasste die Harmonie-Gesellschaft dazu, einige Verbesserungsarbeiten vorzunehmen. Weil sie das Aktientheater wegen der hohen Kosten nicht modernisieren konnte, vermietete sie das Haus an die Stadt Heilbronn, womit aus dem privaten Aktientheater ein kommunales Stadttheater wurde. Weil man die notwendigen Renovierungen dennoch nicht vornahm, waren die Vorstellungen jedoch schwach besucht.
Am 17. Februar 1908 legten die Theaterdirektoren Richard Steng und Konrad Krauß der Stadtverwaltung einen Plan zum Umbau des Aktientheaters mit Kosten in Höhe von 120.000 Mark vor. Nachdem sich am 9. März 1908 die Neckar-Zeitung gegen den Umbau des Aktientheaters ausgesprochen und am 12. März 1908 eine Bürgerumfrage zur Entscheidung über Umbau oder Neubau gefordert hatte, berief am 9. April 1908 der Oberbürgermeister Paul Göbel eine Bürgerversammlung ein, die den Umbau ablehnte und einen Neubau befürwortete. Göbel rief am 9. Mai 1908 zu Stiftungen für den Neubau auf. Am 4. Juni 1908 gab es bereits Darlehenszusagen von 505.900 Mark und Stiftungen in Höhe von 69.725 Mark. Obwohl diese Gelder schnell eingegangen waren, sollten bis zur Fertigstellung des Baus noch über fünf Jahre vergehen.
Den Bauplatz sollte eine vom Gemeinderat am 11. Juni 1908 gebildete Theaterkommission aus dem Stadtvorstand, fünf Gemeinderatsmitgliedern, drei Bürgerausschussmitgliedern und sechs Vertretern der Zeichner auswählen. Am 31. Juli 1908 genehmigte der Gemeinderat die Vertretung des Bürgerausschusses mit fünf Mitgliedern in der Theaterkommission. Der Ausschuss verweigerte am 23. September 1908 die Zustimmung zur Wahl des Bismarckplatzes als Standort des Theaterneubaus. Dagegen bestand der Gemeinderat auf dem Bismarckplatz als Standort. Der (soeben an die Technische Hochschule München berufene) Architekt Theodor Fischer, der am 15. Oktober 1908 mit der Lösung der Standortfrage beauftragt wurde, stellte am 3. Dezember 1908 die Vor- und Nachteile der drei Standorte gegenüber. Daraufhin wählten die „bürgerlichen Kollegien“, der Heilbronner Gemeinderat und der Bürgerausschuss, mit 24:16 Stimmen den Standort für den Theaterneubau an der Heilbronner Allee, an einem der Kopfenden der damaligen Flaniermeile.
Am 8. Februar 1909 erhoben Dr. Buttersack und der Kaufmann G. A. Pfleiderer Einspruch gegen das Allee-Projekt. Pfleiderer war als Nachbar des Standorts an der Allee direkt betroffen, weil die vorgegebene Baulinie des Bebauungsplans nicht eingehalten wurde. Buttersack zog nach Rücksprache mit Theodor Fischer seinen Einspruch zurück. Der Einspruch Pfleiderers wurde am 6. August 1909 vom Gemeinderat verworfen. Pfleiderer wandte sich an das Stuttgarter Ministerium, das am 27. September 1909 die Beschwerde als berechtigt anerkannte und der Stadt die Dispensation, die Befreiung von der vorgeschriebenen Baulinie, versagte. Der Heilbronner Gemeinderat änderte daraufhin am 2. Dezember 1909 die Baulinie. Pfleiderer akzeptierte dies und wurde von der Stadt mit 23.000 Mark entschädigt. Am 20. Januar 1910 zog er seinen Einspruch zurück. Das Ministerium genehmigte am 10. Februar 1910 die Änderung des Bebauungsplans.
Bei den „bürgerlichen Kollegien“ galt der Grundsatz, keine Steuermittel für den Theaterneubau zu verwenden. Sie drängten darauf, von Theodor Fischer einen „genauen Kostenvoranschlag“ zu erhalten. Fischers Kostenvoranschlag belief sich auf 520.000 Mark und sah 750 Sitz- und 200 Stehplätze vor. Am 22. Juni 1910 wurde Fischer als „Theaterbauer“ eingestellt. Der Kostenvoranschlag wurde jedoch nochmals von Scherer, einem Mitarbeiter in Theodor Fischers Münchner Architekturbüro, überarbeitet und überprüft. Scherer kam am 9. Dezember 1910 auf Kosten in Höhe von 620.000 Mark, also 100.000 Mark Mehrkosten. Daraufhin verlangte die Stadtspitze, die Kosten um zehn Prozent zu reduzieren. Als das Architekturbüro Fischer dazu nicht bereit war, beauftragte die Stadt das Münchner Bauunternehmen Heilmann & Littmann, das auch das Stuttgarter Hoftheater erbaut hatte, mit der Erstellung eines eigenen Kostenvoranschlags, der jedoch höher als der des Architekturbüros Fischer ausfiel. Das Rathaus beschloss daraufhin am 16. Februar 1911, Fischer endgültig als Theaterbauer zu beauftragen, verlangte aber eine kleinere Bauausführung, die statt 620.000 nur 585.000 Mark kosten sollte. Statt 750 wurden nur 650 Sitzplätze vorgesehen. Das Theater wurde insgesamt kürzer und schmaler gebaut, auch der Orchestergraben und die Magazinräume wurden verkleinert.
Meinungsverschiedenheiten bezüglich der Bauausführung gab es hinsichtlich des oberen Abschlusses der Hauptfassade. Nachdem am 23. Februar 1912 die Kollegien beraten hatten, ob der Theaterneubau einen Giebel mit dem Heilbronner Stadtadler oder ein Türmchen mit Uhr erhalten sollte, votierten sie am 8. März 1912 zugunsten des Heilbronner Stadtadlers. Nachdem am 8. Mai 1913 ein Preisausschreiben für eine Inschrift am Theaterneubau ergebnislos verlaufen war, wählte man am 23. Mai 1913 auf Vorschlag Fischers die Inschrift Erbaut von der Bürgerschaft 1912/1913.
Die Grundsteinlegung fand am 9. Mai 1912 statt, die Einweihung erfolgte am 30. September 1913.

### Beschädigung (4. Dezember 1944)
Den schweren Luftangriff auf Heilbronn am 4. Dezember 1944 überstand das Theater vergleichsweise unbeschadet. Zerstört waren die teuersten Bauteile und die Innenausstattung, der Zuschauerraum und die Anlagen waren ausgebrannt. Die Umfassungsmauern waren jedoch bis auf wenige „Schönheitsfehler“ unberührt geblieben. Zwei der sechs Maskenköpfe auf der Attika waren verloren gegangen, die Attika bzw. Brüstung des halbrunden Vorbaus war ebenso beschädigt worden.

### Beschluss zum Wiederaufbau (15. Dezember 1947) und Rekonstruktion
Auch in den Wiederaufbauplänen für die Heilbronner Altstadt nach dem Krieg blieb das alte Stadttheater unverändert am Nordende der Allee erhalten. Die Pläne sahen teilweise vor, das westlich parallel des Theaters stehende, aber im Krieg auch schwer beschädigte Bläß’sche Palais durch einen Querbau mit dem Theatergebäude zu verbinden.

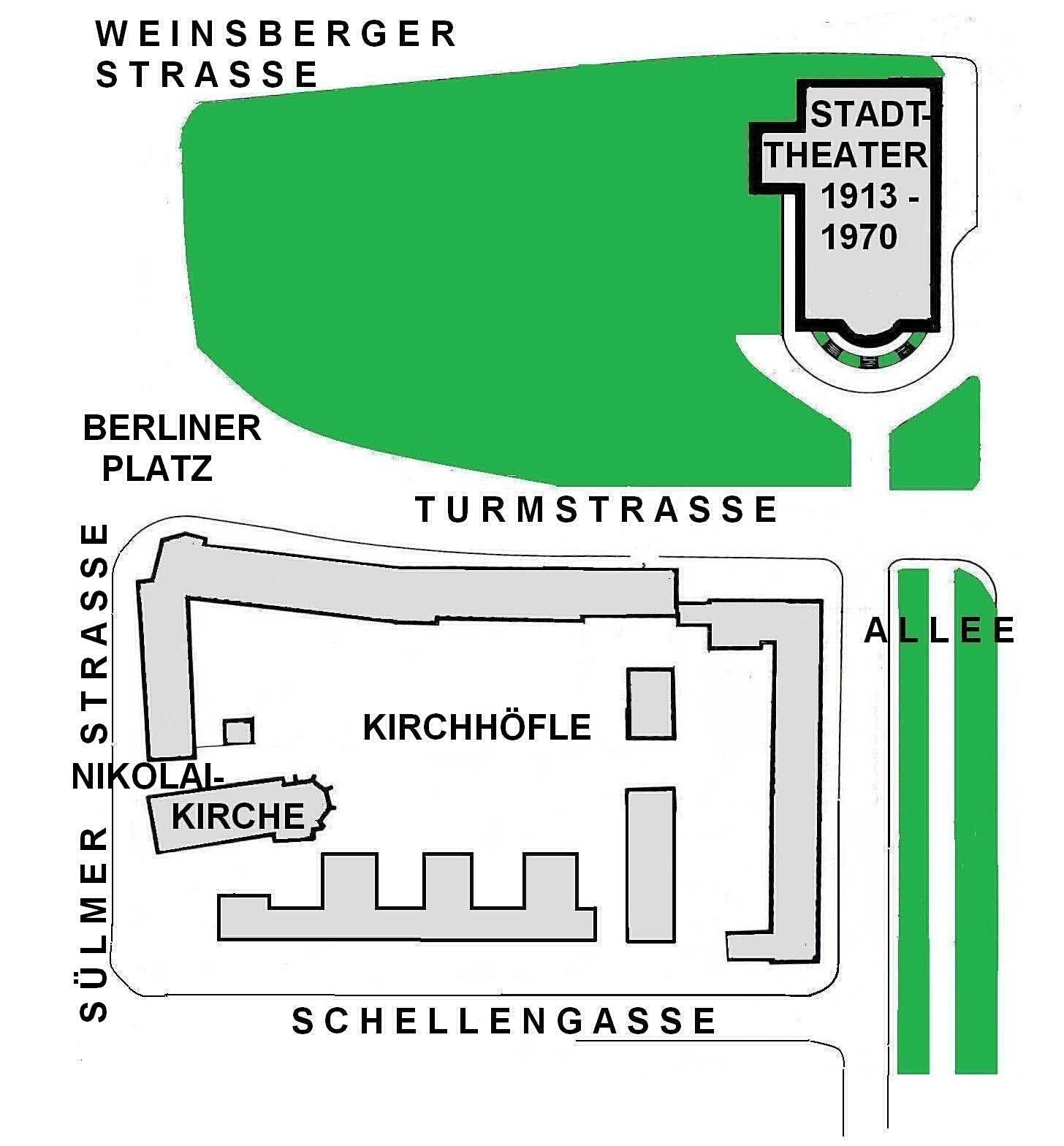
Ausgeführter Entwurf mit Standort des alten Stadttheaters am Nordende der Allee in Heilbronn
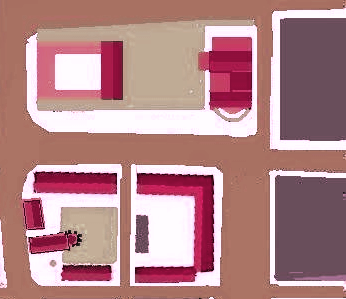
Standort des alten Stadttheaters im Bebauungsplan der Altstadt von Hans Volkart vom 26. August 1946
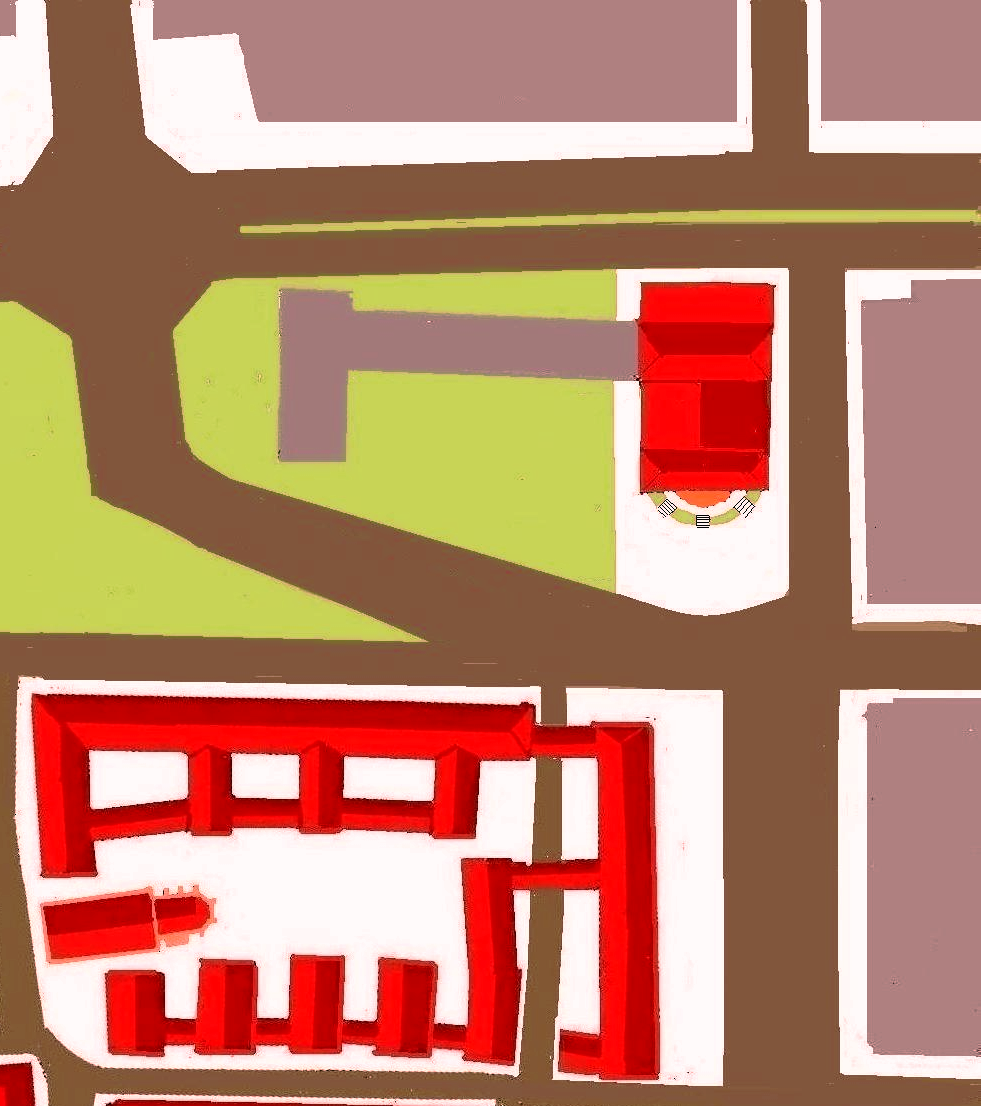
Standort des alten Stadttheaters im Aufbauplan der Altstadt 1948 als Ergebnis der Planer Hans Volkart, Karl Gonser und des Wettbewerbs
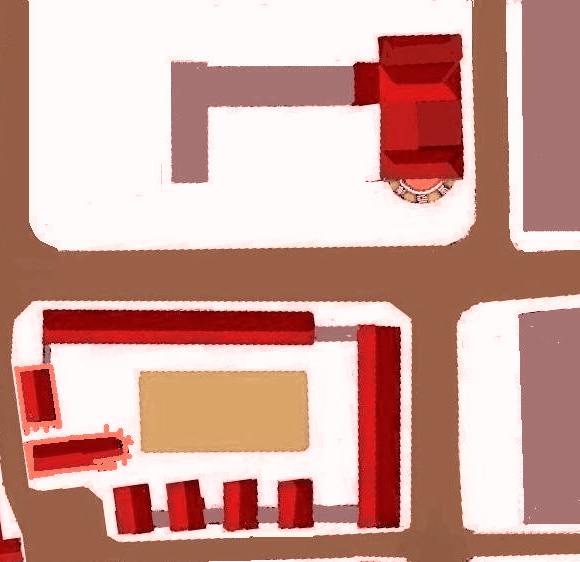
Standort des alten Stadttheaters im Bebauungsplan von Hans Volkart vom 9. November 1947

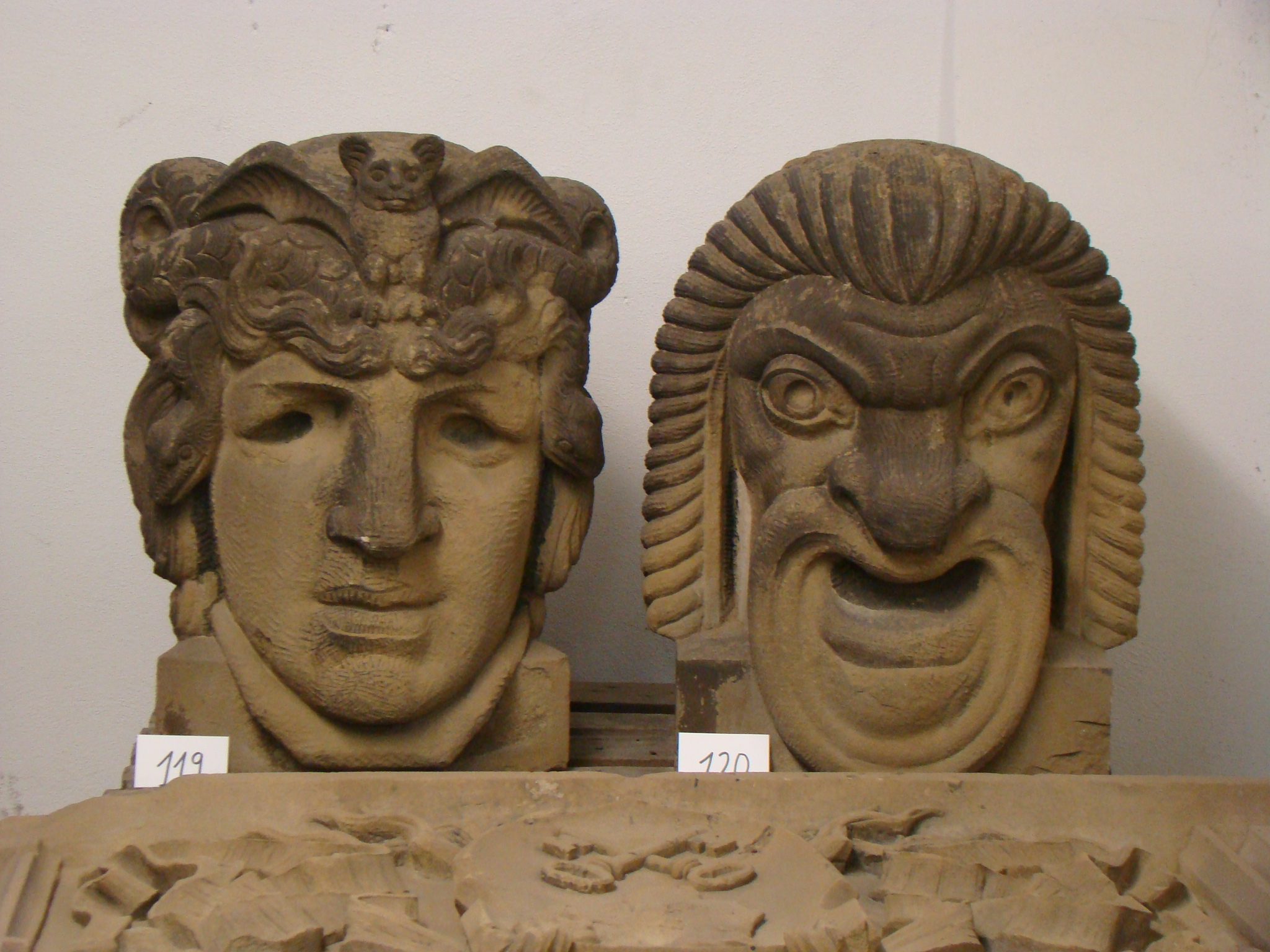
1949 von Bildhauer Robert Grässle neu geschaffene Maskenköpfe im Heilbronner Lapidarium

Am 15. Dezember 1947 beschloss die innere Abteilung, den Architekten Rudolf Gabel mit der Leitung der Wiederinstandsetzung des Theatergebäudes (ohne Bühnenhaus) samt Erweiterung des Zuschauerraums zu beauftragen. Eine erste Überdachung der Stadttheater-Ruine war bereits im November 1947 erfolgt. Noch vor der Währungsreform war das Dach über dem Zuschauerraum zusammen mit der Eisenbinderkonstruktion wiederhergestellt worden. Gleichzeitig wurden die verbogenen Reste der Bestuhlung und ihres Untergerippes geräumt, die alte Rabitzdecke und der Bauschutt aus dem Zuschauerraum entfernt. Erneuert wurde der Verputz der Kassenhalle, der Garderoben und Treppenaufgänge. Am 21. April 1949 beschloss der Heilbronner Gemeinderat den „Zuschauerraum des Stadttheaters provisorisch wiederherzustellen“. Am 8. Juni 1950 bewilligte der Finanzausschuss des württemberg-badischen Landtags einen Zuschuss von 35.000 DM. Anlässlich der Spende wurde von Sachverständigen die vorläufige Rekonstruktion der wichtigsten Räume – Zuschauer- und Orchesterraum, Bühne mit Nebenräumen – geplant. – „Das Ergebnis … lässt sich in der Tatsache zusammenfassen, dass sich allein schon der Zuschauerraum gegenwärtig bereits wieder in einem Stadium befindet, das der Rohbaufertigstellung entspricht“. Entsprechend der Finanzlage sollte im Rahmen eines „bescheidenen Wiederaufbaus“ die Decke im Zuschauerraum auf dem vorhandenen Eisengebälk eingezogen sowie der Wandverputz und der Bodenbelag auf eine zu errichtende Unterkonstruktion aufgetragen werden. Die Bestuhlung und die notwendigsten technischen Anlagen sollten erneuert werden. Eine Kleinbühne mit fünf Metern Tiefe und neun Metern Breite sollte errichtet werden. Die Kosten sollten dabei 150.000 DM nicht überschreiten. Am 29. Januar 1951 wurde das Bühnenhaus der Stadttheaterruine überdacht. Am 9. August 1951 genehmigte der Heilbronner Gemeinderat den Anschluss des Theatergebäudes an die Fernheizungsanlage des Gaswerks, was am 6. Mai 1952 durchgeführt war. Die verloren gegangenen Maskenköpfe wurden durch zwei neue von Bildhauer Robert Grässle ersetzt.

### Nutzungen (KTH usw.)
Ein Theaterbetrieb im Gebäude fand in beschränktem Umfang statt. 1955 waren im Theatergebäude die Proberäume des KTH (Kleines Theater Heilbronn e. V.) untergebracht, und nach 1957 inszenierte dort die Ballettmeisterin Brunhild Münch die Ballettszenen der Operetten des KTH. Seit 1967 nutzte das KTH das Foyer als Probebühne für Musicals.
Überwiegend wurde das Theatergebäude anderweitig genutzt. So dienten die Räume des überdachten, beheizten und teilweise restaurierten Hauses als Unterkunft für städtische Ämter. Das Hochbauamt war im Theater zu finden, das erst am 22.–24. Dezember 1952 in den vierten Stock des Rathaus-Erweiterungsbaus umzog. Nach dem Auszug das Hochbauamts zogen am 15. Januar 1953 die Abteilung für Straßenneubau und die der Trümmerräumung des Tiefbauamts ein. Außerdem war bis zum 26. März 1953 auch das Stadtplanungsamt im Gebäude des alten Theaters zu finden, das dann in den Wilhelmsbau zog. Schließlich eröffnete am 12. Oktober 1953 die Stadtbücherei ihren Sitz im Alten Theater und bis 1957 waren darin auch das Polizeirevier II sowie das städtische Steueramt untergebracht, das dann in den Neubau der Kreissparkasse Heilbronn zog.

### Kontroverse um den Wiederaufbau

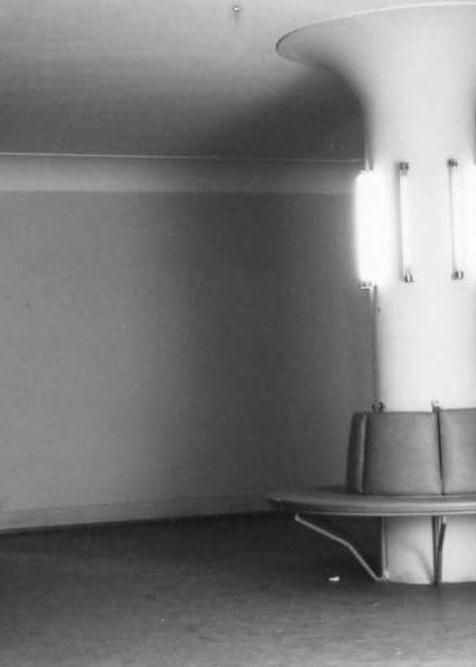
Blick in einen von Rudolf Gabel restaurierten Raum

Der Wiederaufbau war nach 1952 ins Stocken geraten, so dass im Jahr 1955 die Mitglieder des Kleinen Theaters die Kommunalpolitiker und die Kulturschaffenden zum Wiederaufbau des Alten Theaters aufforderten und auf der Bühne symbolisch mit dem Bau einer Theatermauer begannen. Der Heilbronner Gemeinderat und die Stadtverwaltung lehnten den Wiederaufbau jedoch weiterhin ab. Aber nicht nur Mitglieder des Kleinen Theaters wünschten die Rekonstruktion des Gebäudes, sondern auch große Teile der Bevölkerung, Heilbronner Künstler und Leser der Heilbronner Stimme forderten einen Wiederaufbau. So wurden am 19. Januar 1957 bei einem Künstlerfest im Haus des Handwerks 1000 DM für den Theater-Wiederaufbau gespendet. Von 1948 bis 1969 erfolgten zahlreiche Spenden und Veranstaltungen zugunsten des Wiederaufbaus, so Künstlerfeste des Kunstvereins, der Vorschlag eines „Theatergroschens“ und die von der Heilbronner Stimme organisierten Pressebälle in den Jahren 1948 und 1949.
Die Diskussion um den Wiederaufbau des Theaters wurde im Jahr 1966 abermals entfacht, als für den Ulmer Theaterbau acht Millionen DM Landeszuschuss bewilligt wurden. Bereits 1964 hatte der Ulmer Oberbürgermeister Theodor Pfizer versucht, die sieben „Theaterstädte“, darunter Heilbronn, zu einer gemeinsamen Initiative zusammenzuführen. Demnach sollten die städtischen Theater in den „Provinzstädten“ nach dem Maßstab der Staatstheater mit 50 % Landeszuschuss bedacht werden. Finanzminister Hermann Müller lehnte dies ab: „Wer in den Provinzstädten glaubt, eine solche Finanzierung 50:50 sei praktikabel, der übersieht …, daß die Staatstheater andere Aufgaben haben … Sie sind Spitzentheater für das ganze Land, die auch nach außen repräsentieren müssen“.
Bei einer Fragebogenaktion der Heilbronner Stimme hinsichtlich der Rekonstruktion des Stadttheaters im November 1967 beteiligten sich 4286 von 4515 Lesern, wobei 2177 für einen „Wiederaufbau des alten Theaters“ stimmten. „Ein intimes Theater unter Verwertung des alten Theaterbaus“ forderten 1309 Leser. 295 wollten einen „Wiederaufbau oder einen kleinen Neubau“. 3714 wollten einen Förderverein für den Wiederaufbau des alten Theaters gründen. Heinrich Röhm, der als Leiter des städtischen Hochbauamts die ersten Wiederaufbauarbeiten des Alten Theaters geleitet hatte, vertrat im Jahre 1968 die kostensparende intime Form der Rekonstruktion. So sagte er, dass „die wichtigsten Teile der Theaterfassade des Fischerschen Theaters erhalten werden sollten, selbst wenn es sich dabei nicht um eines der stärksten Werke von Professor Fischer gehandelt habe … .“ Diese Lösung begründete Röhm damit, dass der Theaterbau ein Zeitzeuge der Stadtgeschichte und des Bürgerbewußtseins sei:

„die Fassade in ihren wesentlichen Teilen erhalten, das Innere modernisieren … die Begründung lautet, dass man ein Bauwerk, das so sehr ein Zeugnis der Stadtgeschichte und des Bürgerbewußtseins darstelle in diese den heutigen Erfordernissen gemäße Form bewahren müsse … Ein Beweis mehr für die Forderung sich in Heilbronn zu einer kostensparenden intimen Form durchzuringen.“

Als Begründung für einen Abbruch des Gebäudes wurden wissenschaftliche Gutachten beigebracht, die besagten, dass die Bausubstanz „so durchgeglüht [sei], dass ihre Haltbarkeit eingeschränkt und die Standhaftigkeit des Baus aus statischen Gründen nicht gesichert“ sei. Den vorgebrachten Grund der unzureichenden Statik ließ Röhm nicht gelten:

„Es ist mir aus vielfachen Erfahrungen heraus einfach verdächtig, wenn ich höre: Aus statischen Gründen ist ein Abbruch unvermeidbar. Abgebrochen, zerstört ist so leicht und schnell getan. Dahinter steckt, wie in allem Destruktiven von Grund aus etwas Negatives. Man muss sich der Verantwortung als Baumeister, der ja Kulturschaffender sein soll voll bewusst sein, ob die Ersatzlösung, die ich an Stelle des Zerstörten schaffe, in der Wirkung späterer Generationen besser ist.“

Der Architekt Gerhard Graubner, der den Abbruch des Altbaus befürwortete, bewertete die Fassade nicht als historisch wertvoll, sondern lediglich als historisierende Imitation. Selbst Theodor Heuss, der das Theater bei seiner Einweihung noch gelobt hatte, beschrieb das alte Theater als „einzige[…] Jugendsünde des sonst hervorragenden Baumeisters Fischer“. Als die Leser der Heilbronner Stimme mehrheitlich für den Erhalt des Baus stimmten, „kontert[e] OB Hoffmann, ‚die Politik werde nicht im Stimme-Hochhaus gemacht, sondern im Rathaus‘“.

### Beschluss zum Abbruch und Sprengung (18. Juli 1970)
Der Architekt Gerhard Graubner besichtigte das Theatergebäude im Dezember 1960 und im Februar 1961 und erstellte anschließend ein Gutachten, in dem er den Wiederaufbau des Theaters gegen einen Umbau mit eventueller Wiederverwendung alter Gebäudeteile abwog. Im Gutachten lehnte er einen Wiederaufbau des alten Gebäudes ab, da die Raumeinteilung des alten Theaters den technischen Ansprüchen an moderne Theaterbetriebe mit den drei Sparten Theater, Oper und Operette nicht mehr gerecht werde. Es fehlten vor allem Waschräume, Werkstätten und ein ausreichend großes Foyer. Anfang 1969 stimmte der Gemeinderat den Entwürfen für den Neubau und damit auch einem Zeitplan bis zum Abriss des Gebäudes zu. Die lange Planungs- und Entschlussdauer seit dem Abrissbeschluss von 1961 lag auch darin begründet, dass gleichzeitig auch der Ausbau der gesamten Heilbronner Allee geplant wurde, wobei der Altbau einer geplanten Straßenbegradigung im Wege stand und der Neubau einige Meter versetzt in die Planungen eines ebenfalls neu zu errichtenden Einkaufszentrums integriert werden musste.
Das alte Theater wurde am 18. Juli 1970 von dem Unternehmen Sprengtechnik gesprengt, die Kosten dafür beliefen sich auf 126.406 DM. Die Sprengung blieb umstritten und löste gemischte Gefühle aus. Vor der Sprengung beobachteten 1970 mehrere tausend Zuschauer die „Theater-Explosion bei einer Katastrophenschutzübung“.

## Architektur und Einrichtung

### Vorkriegszeit

#### Außenarchitektur
Das Gebäude griff in seiner äußeren Erscheinungsform vor allem lokale Bautraditionen auf, etwa Elemente des Kiliansturms wie auch Giebelformen des Rathauses. Das Theater stand auf dem Berliner Platz zwischen der Turmstraße, der Oberen Allee und der Weinsberger Straße. Die Längsachse des Bauwerks war auf die Mitte der Unteren Allee ausgerichtet. Auf der Westseite befand sich der Ausbau mit den Magazinen, an der Nordseite das Bühnenhaus mit den Nebenräumen und an der Südseite das Zuschauerhaus. Umgeben war das Gebäude von einer Grünanlage.
Das auffälligste Gestaltungsmerkmal war ein halbkreisförmiger Vorbau an der Südfassade, „dort ruhte der Schwerpunkt der Architektur“. Dieser in der Mittelachse der Allee befindliche Vorbau, zu dem eine Freitreppe führte, bildete mit Steinköpfen, Fresken sowie Theaterskulpturen an den Fenstergewänden die Schauseite und das „Schmuckstück“ des Theatergebäudes.

Grundriss und Vorbau
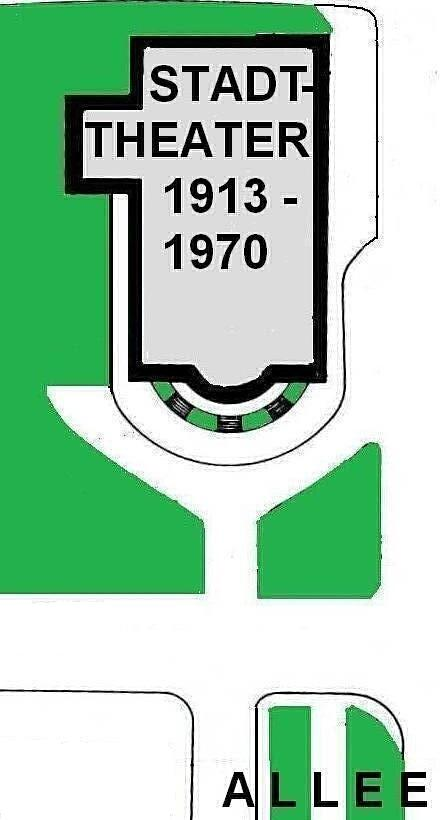
Grundriss und Lage
Halbkreisförmiger Vorbau

##### Sandsteinfiguren von Fehrle und Gimmi

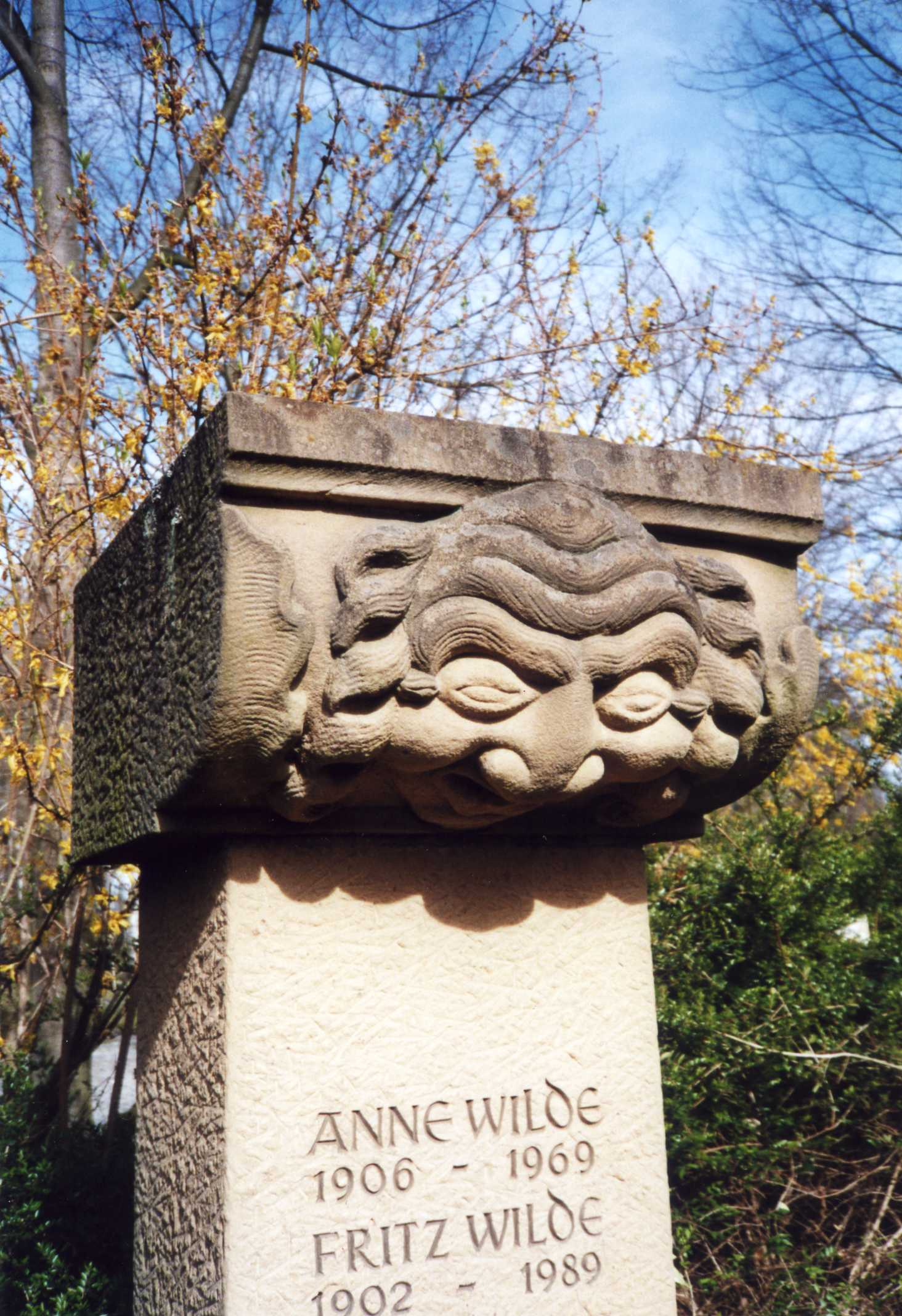
Masken-Kapitell vom Fenster mit den Drachen, wiederverwendet als Grabstein

Zwei große Zwillingsfenster flankierten zu beiden Seiten den Vorbau. Weibliche Atlanten schmückten die Mittelpfosten der Zwillingsfenster. Sie dienten als architektonische Stützen für zwei Dreiecksgiebel über den Fenstern, die mit kleinen Skulpturen, mythologischen Fabelwesen, wie Greif, Pegasus, Sphinx, Meerjungfrau und Wassermann, geschmückt waren. Die Skulpturen an den Laibungen stellten ebenfalls mythologische Fabelwesen dar, wie geflügelte Drachen, Meerjungfrauen, Greifvögel, Raubkatzen und Harpyien. Alle Skulpturen waren nach dem Vorbild der „phantasievollen, dämonischen Ornamentik des Kiliansturmes“ von den Bildhauern Bauer, Gräter und Lehmann in Heilbronn nach Modellen von Jakob Wilhelm Fehrle geschaffen worden.
Der Bauschmuck wurde häufig beschrieben. Von Theodor Heuss stammt die folgende Charakterisierung:

„Umso lebhafter darf dann die Anerkennung sein. Sie gilt vor allem der Verwendung des plastischen Schmucks an den Fenstern der Fassade, der kräftig, phantasievoll und dabei doch nicht plump und anmaßend wirkt. Die beiden Bildhauer Fehrle und Gimmi haben hier den Ideen des Baumeisters einen überzeugenden Ausdruck geschaffen.“

Sechs groteske Maskenköpfe des Heilbronner Bildhauers Karl Gimmi nach dem Vorbild antiker griechischer Schauspielermasken blickten von der Brüstung der oberen Terrasse herab. Den oberen Abschluss der Südfassade bildete ein kleiner Blendgiebel mit dem reichsstädtischen Adler, gestaltet nach dem Vorbild der Renaissance-Giebel des Heilbronner Rathauses. Unterhalb des Adlers waren die Worte „Erbaut von der Bürgerschaft 1912–1913“ in den Sandstein eingemeißelt.

Große Zwillingsfenster flankierten zu beiden Seiten den Vorbau.
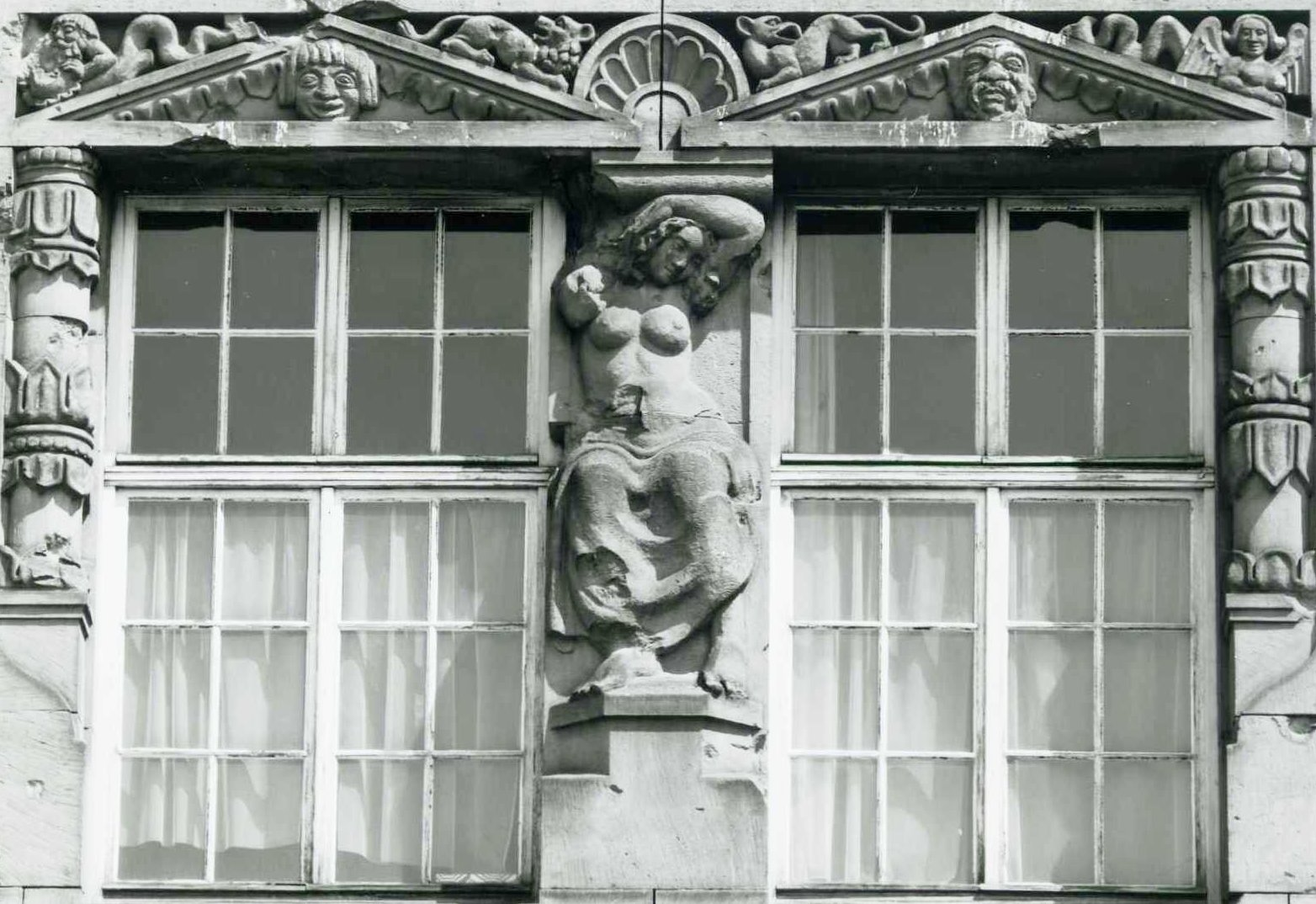
Zwillingsfenster am Vorbau mit überlebensgroßer weiblicher Figur
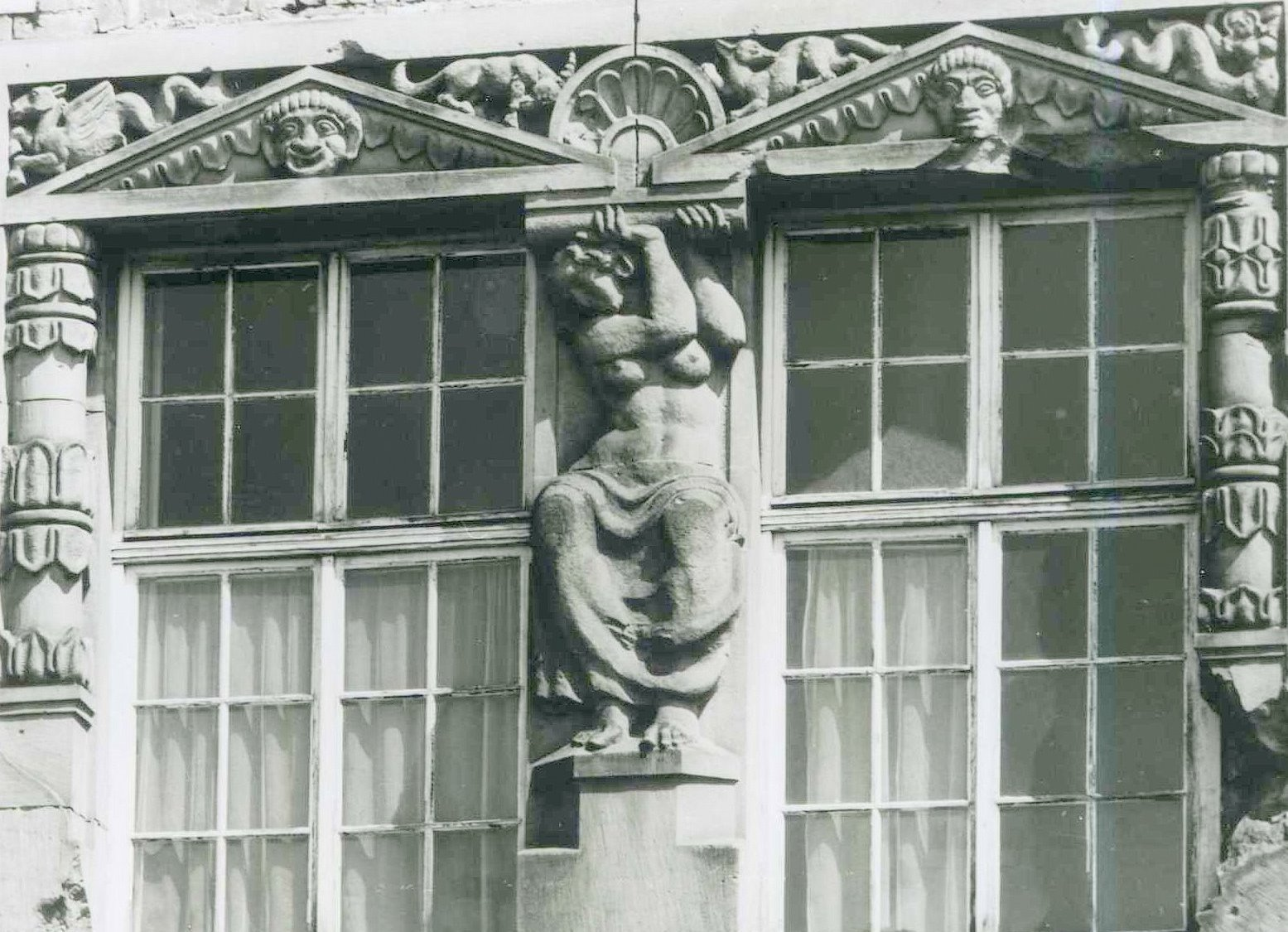
Zwillingsfenster am Vorbau mit überlebensgroßer weiblicher Figur

Mythologische Fabelwesen als Skulpturen der Fenstergewände
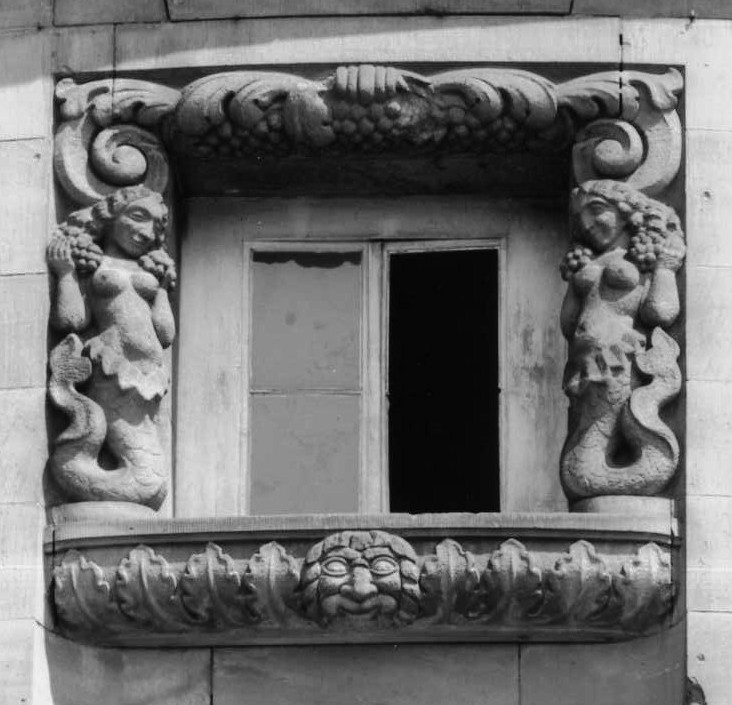
Meerjungfrauen
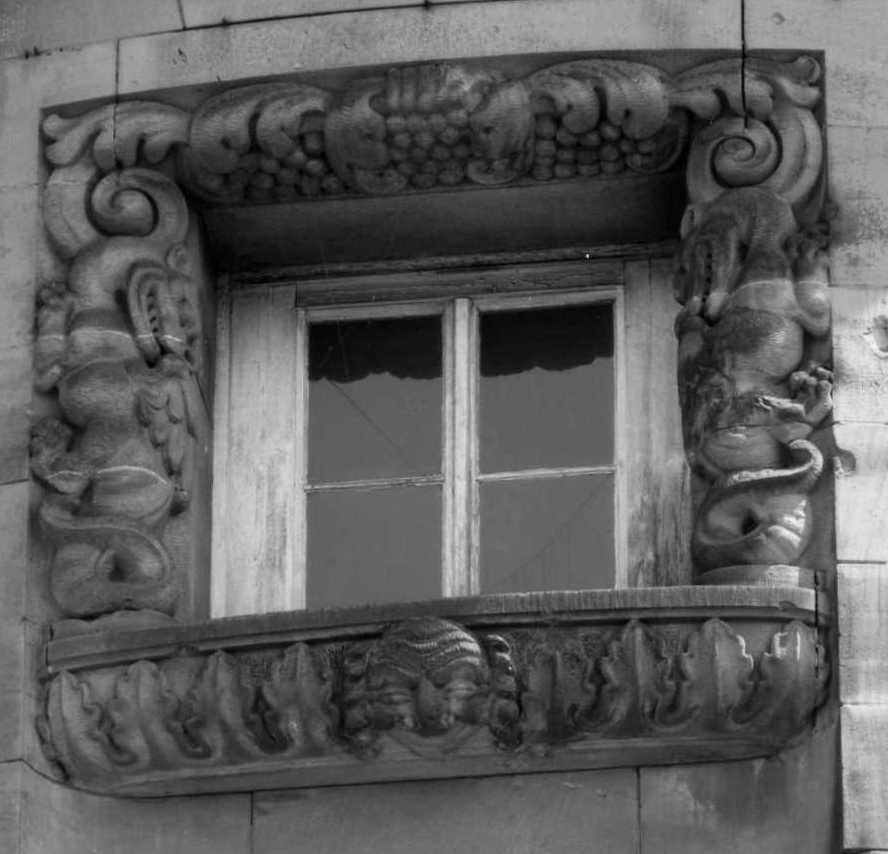
Drachen, aus den Trümmern geborgen und als Grabstein wiederverwendet
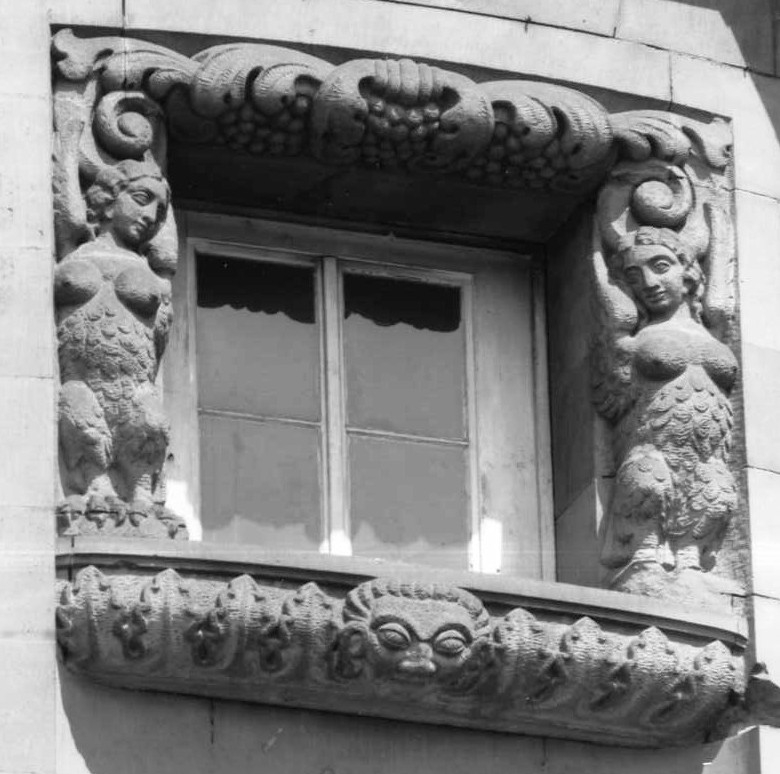
Harpyien

##### Fresken von Pellegrini
Die fünf Felder der Attika an der Brüstung der Terrasse zeigten verschiedene Fresken des Stuttgarter Malers Alfred Heinrich Pellegrini. Jedes der fünf schmalen Rechtecke zeigte eine liegende nackte Gestalt. Das mittlere Rechteck zeigte eine nach links gekehrte weibliche Figur mit kurzen, gelockten Haaren. Die anderen Rechtecke zeigten männliche Gestalten. Die Figuren in den linken Rechtecken, die dem Blick der nackten Frau zugewandt waren, symbolisierten Emotionen wie Sinnlichkeit und Anbetung. Die rechten im Rücken der Frau stellten Emotionen der unerwiderten Liebe dar, wie Verzweiflung und Resignation. Die Figuren waren eine Allegorie auf vier Stufen der unerfüllten Wünsche der männlichen Leidenschaft.
Die feingliedrig gestalteten Figuren zeigten „zunehmende Schlankheit und Längenstreckung“. Die „offene Beinstellung mit ausgeprägten Waden“ gab den Blick auf die Genitalien frei und hob das Erotische der Szenerie durch die ausgebildete Muskulatur der Waden noch hervor. Die Farbgebung der Fresken war zurückhaltend und fein abgestimmt, sie harmonierte mit dem gelblichen Sandstein der Fassade. Die Fresken sollten wie bei einem Monument auf die Ferne wirken und schon von weitem erkennbar sein. Die Figuren waren dazu überlebensgroß dargestellt, und die Körper füllten ihre Rechtecke fast vollständig aus. Deutliche Konturlinien und ein schlichter Hintergrund unterstützten ihre Fernwirkung noch. In der Nachkriegszeit gingen die Fresken verloren.

Die fünf rechteckigen Felder trugen einst allegorische Fresken, die Sinnlichkeit, Anbetung, Leidenschaft, Verzweiflung und Resignation darstellten.

#### Innenarchitektur
Das Innere des Gebäudes war über drei Haupteingänge an der Südfassade zu betreten, durch die man in die Kassenhalle mit Tages- und Abendkasse gelangte. Links und rechts davon befanden sich die Zugänge zu den Treppen des zweiten Rangs. Durch zwei andere Türen kam man in die Wandelräume des Parketts, von wo aus links und rechts zwei Treppenaufgänge zum ersten Rang und zwei Wendel- oder Nottreppen zu den Proszeniumslogen führten.
Der besondere architektonische Reiz der Vorräume im ersten Rang entstand aus dem Zusammenspiel von geringer Raumhöhe und schirmartig oder fächermäßig gestalteten Gewölben, wodurch ein frei und leicht wirkender Raum geschaffen wurde. In beiden Ecken der Vorräume befand sich die Speisen- und Getränkeausgabe. Von den Vorräumen aus erreichte man auf der rechten Seite den Erfrischungsraum, die Praxis des Theaterarztes und die rechte Proszeniumsloge. Auf der linken Seite gelangte man auf eine Plattform, die ins Freie führte und für den Aufenthalt während der Pausen vorgesehen war.

##### Foyer-Bronzefiguren von Fehrle
Über der Kassenhalle lag im ersten Obergeschoss als kleiner Festsaal das ovale Foyer. Die Wände dieses Festsaals waren dunkel-rotbraun mit einer Edelholztäfelung aus afrikanischen Hölzern verkleidet und mit schwarzen und silbernen Profilleisten gegliedert. Prunkstücke der Innendekoration waren die silberfarbenen Lampen und Heizkörperverkleidungen, die den Charakter des Foyers als Festsaal unterstrichen – „kleines Prunkstück schöner, vornehmer Festlichkeit“. Ausgesuchte Vorhänge, Möbel und Bronzefiguren auf schwarzen Postamenten bereicherten zusätzlich den Raum. In der Zehn-Minuten-Pause war der Aufenthalt im Rauchzimmer oder im Teesalon, zwei kleinen Nebenzimmern an beiden Seiten des Foyers, möglich.

##### Zuschauerraumschmuck von Friedrichson, Nida-Rümelin, Goldschmitt und Nagel
Im Zuschauerraum des alten Theaters gab es 648 Sitz- und etwa 200 Stehplätze. Die Maße der Bühnenöffnungen waren 9 m × 6,5 m, die der Bühne 18 m × 12,8 m × 17 m, die der Hinterbühne 13 m × 5,50 m. Die gesamte Bühnenfläche betrug damit fast 302 Quadratmeter. 45 bis 50 Musiker fanden im teilweise unter der Bühne eingebauten Orchestergraben Platz. Der Zuschauerraum mit den zahlreichen Logen verschaffte ein ausgeprägtes Raumgefühl oder auch eine Privatsphäre, je nach Wunsch des Besuchers.
Die Edelholz-Wandvertäfelung des Zuschauerraums basierte auf einer Furniertechnik, die um 2900 v. Chr. von den Ägyptern erfunden worden war. Afrikanische Hölzer wurden dabei zu Edelholzfurnier verarbeitet. In Verbindung mit einem Sperrfurnier und einem 3/4 Zentimeter starken Korklinoleum bot diese Form der Wandverkleidung viele Möglichkeiten der Raumgestaltung. Aufgrund der Schmiegsamkeit passte sich das Furnier allen baulichen Formen an und eignete sich gleichermaßen zum Furnieren der Rangbrüstungen wie zur Verkleidung des Proszeniumsrahmens. Der Zuschauerraum wurde dabei wie ein Kunstwerk, mit „viel Lust und Liebe“, bis ins kleinste Detail ausgearbeitet und vollendet – „in allen Stücken ein vollendetes Kunstwerk“.
Die Entwürfe des künstlerischen Wandschmuck im Zuschauerraum stammten von Gustav Adolf Friedrichson in Dachau. Eine „einfache und reiche Ausführung“ zeichnete die Intarsienarbeiten dieses Künstlers aus, die das Edelholzfurnier der beiden Rangbrüstungen schmückten. Die opulenten der ersten Rangbrüstung zeigten viele „luftig“ dargestellte exotische Tiere aus den Regenwäldern. Neben Vögeln, beispielsweise Flamingos, Kranichen, Paradiesvögeln und Pelikanen, wurden auch Raubtiere wie Löwen und Leoparden dargestellt. Auch Äffchen, Antilopen, Hirsche und Schlangen waren abgebildet. Die Brüstungen des zweiten Rangs hingegen waren eher schlicht gearbeitet. Das Lauburu war dort in „mannigfaltiger“ Form als Motiv für die Intarsienarbeiten verwendet worden. Über der Bühne zeigten die Intarsien einen Brunnen, auf dem ein Adler mit ausbreiteten Flügeln saß. Aus zwei Röhrchen floss Wasser in das Brunnenbecken, worin zwei kleine Vögel badeten. Darüber stand ein Goethe-Zitat als Inschrift: „So Alte, so Junge sind alle geladen, in unserem Aether sich munter zu baden“.
Die Stuckdecke des Zuschauerraums war teilweise geschuppt, teilweise als Kassettendecke nach Modellen von Wilhelm Nida-Rümelin in München gestaltet. An der Decke befanden sich verschiedene Beleuchtungskörper aus geschliffenen Gläsern. Den grauen Bühnenvorhang gestaltete Bruno Goldschmitt (1881–1964) mit geschuppten Aluminiumplättchen. Von dem Münchener Maler Valentin Nagel stammten die Gemälde zweier Vögel auf dem Bühnenvorhang, der an ägyptische Textilien erinnern sollte.

### Nachkriegszeit

#### Rekonstruktion der Skulpturen durch Grässle und deren Verbleib
Bereits 1947 wurde mit der Rekonstruktion des beschädigten Theatergebäudes begonnen. So wurden die im Krieg zerstörten Maskenköpfe auf der Brüstung von dem Bildhauer Robert Grässle rekonstruiert. Die Leiter des Museums und des Stadtplanungsamts bargen in der letzten Juniwoche 1970 die künstlerisch bedeutenden Bildhauerarbeiten der Theatersüdfassade, darunter die Maskenköpfe, die Giebel-Inschrift, die Skulpturen der Fenstergewände, das Geländer sowie die Skulptur des reichsstädtischen Adlers aus dem Theatergiebel. Diese wurden zuerst bei der Neckargartacher Steinmetzwerkstatt Hamerla aufbewahrt, von dort kamen sie in die Alte Kelter an der Gymnasiumstraße. Zuletzt fanden die Skulpturen im Keller des damaligen Neckarschifffahrtsmuseums und heutigen Lapidariums an der Frankfurter Straße Platz. Ein Masken-Kapitell dient als oberer Abschluss des Grabmals für Anne und Fritz Wilde auf dem Neuen Friedhof. Die Bronzefiguren von Jakob Wilhelm Fehrle aus dem Foyer des alten Theaters wurden 1974 im Historischen Museum Heilbronn im Rahmen der Ausstellung „Blüte und Untergang des alten Theaters“ gezeigt. Die zwischenzeitlich aufwändig restaurierten Maskenköpfe von Karl Gimmi bzw. Robert Grässle werden auf der Terrasse des neuen Stadttheaters ausgestellt.

#### Rekonstruktion des Baus und der Innenräume durch Gabel
Nach dem Krieg sollte die Innenarchitektur wiederhergestellt werden. So wurde am 15. Dezember 1947 Rudolf Gabel mit der Leitung der Wiederinstandsetzung des Theatergebäudes (ohne Bühnenhaus) samt Erweiterung des Zuschauerraums beauftragt. In einem Bericht vom 14. April 1948 wird die teilweise rekonstruierte Innenarchitektur beschrieben:

„Das Hochbauamt steht in ständiger Fühlung mit der Ausgestaltung des Stadttheaters vom Gemeinderat beauftragten Regierungsbaumeisters Dr. Gabel. Nach dessen Angaben und Entwürfen wird z. Zt. von der Gipsermeisterschule die Decke des Kassenraumes, die vollkommen zerstört war, neu gestaltet. Als nächste Arbeiten folgen die Gipserarbeiten in der westlichen Garderobe. Gleichzeitig werden die Vorbereitungen für die Wiederinstandsetzung bzw. Neugestaltung der Decke des Zuschauerraumes getroffen. Dr. Gabel hat heute vorläufige Pläne i. M. 1:100 vorgelegt, auf denen die zukünftige Platzeinteilung des Theaters ersichtlich ist. Nach diesen Plänen würden 72 Sitzplätze (bisher 658, jetzt 730) und 30 Stehplätze (bisher 200, jetzt 230) hinzugewonnen…“

In einem Bericht von Gabel werden der bauliche Zustand, das Fassungsvermögen und die geplante Gestaltung erläutert. Die beiden Ränge sollten ohne Logenabtrennungen offener gestaltet werden. Die Brüstung des 2. Ranges sollte genauso weit wie die Brüstung des 1. Ranges vorgezogen und beide sollten mit Holz verkleidet werden. Die Wände sollten ohne Edelholzfurnier, mit Kalk und Gips und etwas figürlichem Schmuck gestaltet werden. Die Decke des Zuschauerraums sollte wie vor dem Krieg die Form eines Hufeisens haben und mit indirekter Beleuchtung gestaltet werden:

„Baulicher Zustand: Von dem völlig ausgebrannten Zuschauerraum sind die Umfassungswände, das Eisenbetongerippe des 1. und 2. Ranges und die Dachbinder gut erhalten. Das gesamte Eisenwerk für den Bodenbelag im Parkett muss herausgenommen werden soweit möglich wieder gerade gerichtet und neu eingebaut werden. Auch die Eisen der Decke müssen zum grössten Teil ausgewechselt werden. Fassungsvermögen des Zuschauerraumes:… Im ersten Rang konnten durch Herausnahme der ohnehin nicht besonders schönen Logenabtrennungen weitere Sitzplätze gewonnen werden … Der zweite Rang soll gegen die Bühne soweit vorgeführt werden, wie der erste Rang. In architektonischer Hinsicht erhält man dadurch eine klarere Raumgestaltung … Geplante Gestaltung: Es ist geplant, den Zuschauerraum mit tunlichster Beschleunigung fertigzustellen. Er soll so vielseitig als möglich verwendbar werden und zwar als Versammlungsraum, Konzertraum (für Kammer- und Sinfonieorchester) und auch als Theaterraum. Eine schmale Bühne von etwa 5 m Breite liesse sich provisorisch einrichten, sodass unabhängig davon im Bühnenhaus gebaut werden könnte … Bezüglich der architektonischen Gestaltung ist man an die derzeit vorhandenen Möglichkeiten gebunden. Die ehemalige Verkleidung der Wände durch Edelholzfurnier ist heute unmöglich. Als Baustoffe kommen in Frage: Im wesentlichen Kalk und Gips für Wände und Decken, in beschränktem Umfang Holz für Türen und Brüstungen der Ränge, Messing oder Kupfer für Beleuchtungskörper Lüftungsgitter und dgl. Soweit eine Gliederung der Wände erforderlich ist, kommt noch farbige Behandlung, evtl. figürlicher Schmuck in Frage. Die Decke des Zuschauerraumes soll, bedingt durch die vorhandene Eisenkonstruktion, wieder als Rabitzdecke ausgeführt werden. Es ist geplant, das grosse innere Hufeisen, welches mit der Brüstung des ersten Ranges gleich verläuft, mit einer indirekten Beleuchtung zu versehen. Dieses Licht wäre, da es ruhig und festlich wirkt, gerade für ein Theater ganz besonders zu empfehlen.“

Am 8. Juni 1950 wurde dem alten Theater finanzielle Mittel zugesprochen. Am 1. August 1950 beschloss die Bauabteilung, den Architekten Gabel mit der Planung der Überdachung des Bühnenhauses und der Projektierung des Schnürbodens im Stadttheater zu beauftragen. Am 29. Januar 1951 erhielt das Bühnenhaus ein Dach. Im September 1955 waren die Bühne und der Zuschauerraum noch ein Trümmerhaufen, als die Mitglieder des Kleinen Theaters auf der Bühne symbolisch mit dem Bau einer Theatermauer begannen. Das Foyer diente nach einer Renovierung zwischen 1953 und 1961 als Ausleihbücherei und Katalogzimmer mit 5.000 Bänden des aufgelösten Amerika-Hauses. Die im Krieg teilweise zerstörten und danach rekonstruierten Räume wurden durch die Sprengung 1970 endgültig zerstört.

## Kunstgeschichtliche Bedeutung
Der Architekt Theodor Fischer betonte die Herkunft des Baus aus der Romantik im Sinne einer „leidenschaftlichen […] auch nationalen Bewegung“, wobei „ein richtiges Bürger- und Stadttheater, und zwar ein Theater der alten Stadt Heilbronn entstehen“ sollte. Theodor Heuss erkannte bei der Einweihung des Bauwerks in seiner Architektur vor allem lokale Bautraditionen, wie sie auch am Kiliansturm und an Giebelformen des Rathauses zu finden seien. Die Wiederaufnahme der lokalen Bautradition erfolge nicht als Fortsetzung des Historismus („historische Bedenklichkeit“), sondern in freier Weitergestaltung derselben.

„Es ist kein Bau, der ebenso beliebig in Königsberg oder Mainz, in Breslau oder Würzburg stehen könnte, sondern er sucht den Anschluß an die Bautraditionen unseres Landes, die nicht mit historischer Bedenklichkeit, sondern mit freier Unbefangenheit weitergestaltet sind […] was im Außenbau an Zierform verwandt wurde, ruft das Gedächtnis hervor an die leichte und phantasievolle Erfindung jener Zeit, da die Anregung der italienischen Stilrevolution beim Beginn des 16. Jahrhunderts in den süddeutschen Sandsteinstädten fruchtbar wurden. Unschwer entdeckt man in dem bildnerischen Schmuck der Fassade den Nachklang der Formgesinnung, die unseren wundervollen Kiliansturm geschaffen […]“

Das Gebäude wird gelegentlich auch dem Jugendstil zugerechnet, weil man in früheren Jahrzehnten die Reformarchitektur noch mit zum Jugendstil zählte. Weiter gilt es am Vorabend des Ersten Weltkriegs in Heilbronn als das „wohl wichtigste Gebäude“ einer Epoche, in der gemäßigt modern gebaut wurde. Es gilt auch als „bedeutendes architektonisches Werk“ Theodor Fischers als Vertreter der Stuttgarter Schule. Als „qualitativ überregionaler Bau“ war das Gebäude aufgrund seiner hochwertigen Architektur von Bedeutung.